# Aglaopus suffusa
Aglaopus suffusa är en fjärilsart som beskrevs av John Henry Leech 1898. Aglaopus suffusa ingår i släktet Aglaopus och familjen Thyrididae. Inga underarter finns listade i Catalogue of Life.